# Pianocyclus
Een Pianocyclus is een groter, meerdelig pianowerk, bestaande uit een reeks van zelfstandige stukken in een meer vrije vorn (in tegenstelling met een muzikale suite of sonate, die in de door de componist voorgeschreven volgorde als een geheel uitgevoerd dan wel geïnterpreteerd dient te worden.
In de concertpraktijk wordt bij gelegenheid ook wel een reeks van solo-pianoconcerten een pianocyclus genoemd indien ze door een onderliggen thema onderling verbonden zijn.
Enkele voorbeelden van pianocycli zijn:
- Johann Sebastian Bach: Goldbergvariaties
- Ludwig van Beethoven: Diabelli-Variationen
- Robert Schumann: Papillons op. 2 | Carnaval op.9  | Sinfonische Etüden op. 13 | Kinderszenen op. 15 | Kreisleriana op. 16 | Faschingsschwank aus Wien op. 26 | Waldszenen op. 82
- Frédéric Chopin: 24 Préludes op. 28 | Etüden op. 10 en op. 25
- Adolf Jensen: Wanderbilder
- Modest Petrowitsch Mussorgski: Schilderijen van een tentoonstelling
- Claude Debussy: Préludes | Children's Corner
- Maurice Ravel: Miroirs
- Enrique Granados: Goyescas
- Paul Hindemith: Ludus tonalis
- Sergej Rachmaninov: 10 Préludes, op. 23, Préludes, op. 32, 17 Etudes-tableaux op. 33 & 39